# Ulga abolicyjna
Ulga abolicyjna – jedna z ulg podatkowych występująca w polskich przepisach prawa podatkowego. Przeznaczona jest dla podatników, którzy uzyskali przychód za granicą Rzeczypospolitej Polskiej, w państwie, dla którego właściwą metodą unikania podwójnego opodatkowania jest metoda proporcjonalnego odliczenia.

## Wysokość ulgi abolicyjnej
Ulga abolicyjna zrównuje podatek dochodowy do wysokości podatku przy metodzie zwolnienia z progresją. Jej wysokość jest zatem równa różnicy między podatkiem wyliczonym metodą proporcjonalnego odliczenia a podatkiem wyliczonym metodą zwolnienia z progresją.

## Beneficjenci ulgi
Z ulgi abolicyjnej mogą skorzystać podatnicy, którzy:
- uzyskali przychód w państwie, z którym Polska podpisała umowę o rozliczaniu metodą proporcjonalnego odliczenia (m.in. USA, Australia, Belgia, Dania, Holandia, Islandia, Rosja, Ukraina, Armenia, Chile, Egipt, Gruzja, Katar, Iran, Kirgistan, Korea Południowa, Macedonia, Malezja, Mołdawia, Syria, Tadżykistan i Uzbekistan)
- uzyskali przychód w państwie, z którym Polska nie podpisała żadnej umowy o unikaniu podwójnego opodatkowania (między innymi Brazylia, Libia, Afganistan), poza państwami należącymi do rajów podatkowych[2].

Ulga dotyczy przychodów uzyskanych z umowy o pracę, stosunku służbowego, pracy nakładczej, spółdzielczego stosunku pracy, działalności gospodarczej, działalności wykonywanej osobiście i praw autorskich.

## Limit wysokości odliczenia w ramach ulgi abolicyjnej
Od początku 2021 roku w życie weszła nowelizacja ustawy o podatku dochodowym od osób fizycznych, ustawy o podatku dochodowym od osób prawnych oraz ustawy o zryczałtowanym podatku dochodowym od niektórych przychodów osiąganych przez osoby fizyczne, które zmieniają część dotychczasowych regulacji dotyczących ulgi abolicyjnej. Nowelizacja ww. ustaw przewiduje możliwość dokonania przez podatnika odliczenia od podatku dochodowego kwoty ulgi, jednak w wysokości nieprzekraczającej kwoty zmniejszającej podatek, o której mowa w art. 27 ust. 1a pkt. 1 ustawy o podatku dochodowym od osób fizycznych. Zgodnie z tym przepisem, dla podstawy obliczenia podatku nieprzekraczającej kwoty 8000 zł, kwota zmniejszająca podatek wynosi 1360 zł.
Nowelizacje ustaw o podatku dochodowym od osób fizycznych, ustawy o podatku dochodowym od osób prawnych oraz ustawy o zryczałtowanym podatku dochodowym od niektórych przychodów osiąganych przez osoby fizyczne określają również kraje, których dotyczy stosowanie metody odliczania proporcjonalnego. Dotyczy to Wielkiej Brytanii, Irlandii, Portugalii, Norwegii, Finlandii, Danii, Litwy, Rosji, Belgii, Holandii, Słowacji, Słowenii, Austrii, Izraela, Zjednoczonych Emiratów Arabskich, Japonii, Nowej Zelandii, Australii, Kanady oraz USA.